# کوه سوزان
کوه سوزان(به انگلیسی: Burning Mountain) نام رایج تپهٔ وینگن(به انگلیسی: Mount Wingen) است. این تپه در نزدیکی وینگن در ایالت نیو ساوت ولز در ۲۲۴ کیلومتری شمال سیدنی کمی دورتر از بزرگراه نیوانگلند قرار دارد. نام کوه سوزان از این جهت به این تپه داده شده که رگهٔ زغال سنگ در آن دائماً بدون شعله در حال سوختن است. این تپه بخشی از اندوخته طبیعی کوه سوزان است که به وسیلهٔ خدمات حیات وحش و پارک‌های ملی نیو ساوت ولز اداره می‌شود.